# Fannia aethiops
Fannia aethiops is een vliegensoort uit de familie van de Fanniidae. De wetenschappelijke naam van de soort is voor het eerst geldig gepubliceerd in 1913 door Malloch.